# オクシュアルテス
オクシュアルテス（Oxyartes、古ペルシア語形ではオクシアルト）は、アケメネス朝ペルシア時代のバクトリアの豪族である。ダレイオス3世暗殺後、ベッソスとともにアレクサンドロス大王に対抗したが、後に降伏した。彼の娘ロクサネ（アヴェスター語: Roshanak）がアレクサンドロスに嫁いだ他、アマストリネはヘファイスティオンの妻となっている。

## 来歴
バクトリア地方の有力者であったオクシュアルテスは、紀元前331年のガウガメラの戦い後、ダレイオス3世を暗殺してペルシア王を称したバクトリア総督ベッソスとともにアレクサンドロスに対抗した。
しかしベッソスはバクトリア地方で満足な抵抗が出来ないままソグディアナへ逃走した。オクシュアルテスはその後ソグディアナの岩砦の守備を勤めたが、同じくベッソスとともに戦っていたスピタメネスらと共にベッソスを裏切って捕らえ、その身柄をアレクサンドロスに引き渡して降伏した。
そしてアレクサンドロスに娘ロクサネが嫁ぐ事になり紀元前327年、盛大な結婚式が挙行された。その後紀元前324年の集団結婚式では娘アマストリネがヘファイスティオンの妻となっている。
これによってアレクサンドロスの帝国内における地位を確保し、パロパミソス（バクトリアの東、現在のアフガニスタン東部）の太守となった。その後のディアドコイ戦争では当初エウメネスを支持したが、彼の死後アンティゴノスについた。その最後は明らかではないが、セレウコス1世の東方遠征の頃には既に死去していたといわれている。彼が統治したパロパミソスはその後、セレウコスとチャンドラグプタの協定によりマウリヤ朝の支配下に入った。

## 遺跡
現ウズベキスタン東南部、鉄門（ブズガラハナ）北東スルハン川上流のヒサール山脈南東部にヴァフシュヴァルという集落があり、アケメネス朝の城砦集落や岩砦が発見されている。ヴァフシュヴァルとは、オクシュアルテスのアラム語読みであることから、ここがオクシュアルテスの拠点であったと推測されている